# Бофорово море
Бофорово море је део Северног Леденог океана и има површину од 450.000 km². Налази се између Аљаске и Канадских територија Јукон и Северозападне територије на југу и арктичких острва на истоку. Његову границу одређује линија која повезује рт Бароу у Аљасци и острво Принц Патрик. По први пут га је истраживао Канађанин Вилхјалмур Стефансон 1914. Име је добило по енглеском хидрографу Франсису Бофору. Највећа река која се улива у Бофорово море је Макензи. Оно је значајан пут за миграцију и место за размножавање китова. Налази се ван значајних комерцијалних путева, и током највећег дела године је прекривено ледом осим током лета. У Бофортовом мору се налазе значајне резерве нафте и природног гаса. Са њиховим истраживањем је почело шездесетих година, а са експлоатацијом 1986. када је почела са радом прва платформа. Међутим да не би ометале размножавање и миграцију китова дозвољено им је да раде само томом зимских месеци. 
Ово море, које карактерише оштра клима, током већег дела године је залеђено. Историјски гледано, само уски пролаз до 100 km (62 mi) отворен је у августу-септембру близу његових обала, али недавно се због климатских промена на Арктику подручје без леда у касно лето знатно повећало. До недавно, Бофорово море је било познато као важан резервоар за надопуњавање арктичког морског леда. Морски лед би се често ротирао неколико година у Бофортовој струји, доминантној океанској струји Бофоровог мора, прерастајући у чврст и дебео вишегодишњи лед.
Тврдње да је морска обала била насељена пре око 30.000 година су у великој мери дискредитоване; садашња густина насељености је веома ниска. Море садржи значајне ресурсе нафте и природног гаса испод свог прага, као што је поље Амаулигак. То је откривено у периоду између 1950-их и 1980-их година, а од другог дела тог периода њихово истраживање постаје главна људска активност на овом подручју. Традиционална занимања риболова и лова на китове и фоке практикује само локално и немају комерцијални значај. Као резултат, море је домаћин једне од највећих колонија китова белуга и нема знакова прекомерног лова. Да би спречили прекомерни риболов у својим водама, САД су у августу 2009. усвојиле план управљања комерцијалним рибарством из предострожности. У априлу 2011, Канадска влада је потписала меморандум о разумевању са Инувијалуитима као први корак у развоју већег плана управљања океаном. Канадска влада је у октобру 2014. објавила да се неће разматрати никакав нови комерцијални риболов у Бофортовом мору док истраживања не покажу одрживе залихе које би прво биле доступне Инувиалуитима.
Канадска влада је означила блокове Бофоровог мора као заштићена подручја мора (MPA). MPA Ангунијаквија никикиуам окружује полуострво Пари у заливу Амундсен, а MPA Тариум Нириутајит се налази у делти и естуарију реке Макензи. Заштићена подручја су постављена да заштите врсте и станишта за заједницу Инувијалуита.

## Гранични спор
Постоји нерешен спор који укључује клинасти сегмент на међународној граници у Бофортовом мору, између канадске територије Јукона и америчке државе Аљаске. Канада тврди да је поморска граница дуж 141. меридијана западно на удаљености од 200 nmi (370 km; 230 mi), пратећи копнену границу Аљаске и Јукона. Став Сједињених Држава је да је гранична линија окомита на обалу на удаљености од 200 nmi (370 km; 230 mi), пратећи линију једнаке удаљености од обале. Ова разлика ствара клин са површином од око 21.000 km2 (8.100 sq mi) на који полажу право обе нације.
Позиција Канаде има своје корене у Уговору из Санкт Петербурга (1825) између Уједињеног Краљевства и Руске империје који је поставио границу између њих. Канада је држава наследница Велике Британије у односу на овај уговор, који предвиђа:
линија разграничења ће пратити врх планина које се налазе паралелно са обалом, све до тачке пресека 141. степена западне географске дужине […] и, коначно, од поменуте тачке укрштања, поменуте меридијанске линије од 141. степена, у свом продужењу до Залеђеног океана— Члан 3, Конвенција између Велике Британије и Русије о границама њихових одговарајућих поседа на северозападној обали Америке и пловидби Тихим океаном, 1825-02-16, 75 ЦТС 95
Канада тврди да се овај уговор може проширити од копна до Бофоровог мора дуж меридијана. Сједињене Државе одбацују ово проширење и уместо тога потврђују граничну линију засновану на еквидистанци, иако је њихова позиција донекле поткопана прихватањем сличних формулација уговора 1867. и сличног тумачења према уговору којим су стекле Аљаску. САД и Канада се слажу да их обавезује Конвенција о епиконтиненталном појасу из 1958. године; и обе стране се слажу да граница треба да буде „правична“, како је то одредио Међународни суд правде. Разликују се око тога шта треба сматрати „правичним“. Сједињене Америчке Државе тврде да је „једнака удаљеност одговарајући принцип за одређивање морске границе када не постоје посебне околности у тој области и када једнака удаљеност резултира границом у складу са принципима правичности“. Канада тврди да принцип еквидистанце не доводи до правичне границе, јер би дошло до изобличења. Обала Јукона је конкавна, док је обала Аљаске конвексна; и стога би принцип еквидистанце резултирао значајним проширењем поседа САД. Овај спор је добио све већи значај због могућег присуства природних резерви унутар клина, који према канадском Националном енергетском одбору може садржати 1.700.000.000 m3 (6,0×1010 cu ft) гаса, који би покривао националну потрошњу за 20 година, и више од 1.000.000.000 m3 (3,5×1010 cu ft) нафте. Због овога, Канада тврди да се на ову границу примењују „посебне околности“, став који САД одбацују. Овај спор је у том погледу одраз спора између САД и Канаде око залива Мејн, где су се САД залагале за „посебне околности“, а Канада за принцип еквидистанце. (У том последњем спору, оба та аргумента су одбачена, а граница је повучена на основу геометријских принципа узимајући у обзир географске факторе.) Ни САД, ни Канада нису вршиле притисак на брзо решавање овог питања, нити на арбитражу на суду пред Судом. Међународни суд правде, међутим; и две стране су у међувремену сарађивали у неколико мера усмерених на очување поморске животне средине.
Пре краја 2004. САД су закупиле осам парцела испод воде за истраживање и експлоатацију нафте, што је изазвало дипломатски протест Канаде. Дана 20. августа 2009. године, секретар за трговину САД Гери Лок објавио је мораторијум на комерцијални риболов у Бофортовом мору северно од Аљаске, укључујући спорне воде.. У јулу 2010. године, преговори између САД и Канаде почели су у Отави. Започето је заједничко геолошко истраживање подручја, а CIA Светска књига чињеница је означила ово питање као решено, иако званични документ није објављен до септембра 2010.